# Finale UEFA Champions League 2004
De UEFA Champions Leaguefinale van het seizoen 2003/04 was de twaalfde finale in de geschiedenis van de Champions League. De wedstrijd vond plaats op 26 mei 2004 in de Arena AufSchalke in Gelsenkirchen. Met FC Porto stond er voor het eerst een Portugees team in de finale van de Champions League. AS Monaco was dan weer de tweede Franse club, na Olympique Marseille, die de finale van het toernooi bereikte. FC Porto won het duel met 3–0.

## Voorgeschiedenis

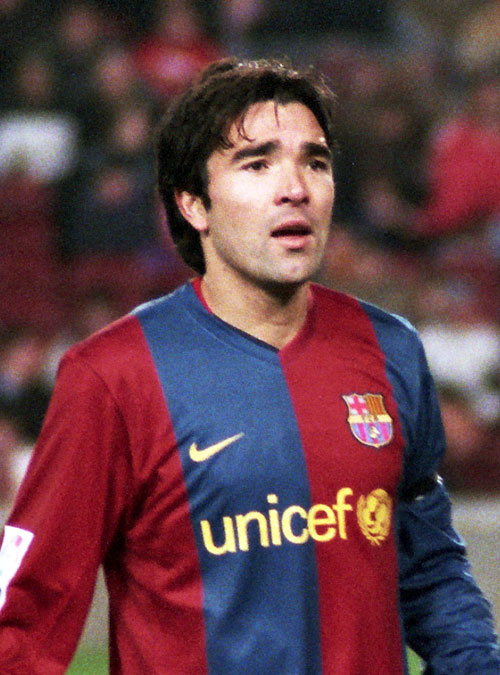
Deco versierde na de finale een transfer naar FC Barcelona.

Het was de eerste keer in de geschiedenis van beide clubs dat AS Monaco en FC Porto het tegen elkaar opnamen. De twee teams werden voor aanvang van het kampioenenbal niet beschouwd als favorieten voor de eindzege. Bij zowel AS Monaco als FC Porto stond een jonge coach aan het roer. Bij FC Porto was de 41-jarige José Mourinho hoofdcoach, bij AC Monaco de 35-jarige oud-voetballer Didier Deschamps. Dat beide teams de finale bereikt hadden, werd als een verrassing beschouwd. AC Monaco had op weg naar de finale onder meer Real Madrid, Chelsea en PSV uitgeschakeld. FC Porto had onder meer Manchester United en Deportivo La Coruña uitgeschakeld.
Voor FC Porto, dat een jaar eerder ook al de UEFA Cup veroverd had, was het de tweede keer dat de finale van de Champions League  bereikt werd. In 1987 had FC Porto al eens de Europacup I veroverd. Ze wonnen toen in de finale met 2–1 van Bayern München. AC Monaco daarentegen had nog nooit eerder de finale bereikt.

## Nasleep
De finale van 2004 betekende voor verschillende spelers de grote doorbraak in het Europese topvoetbal. Verscheidene spelers van zowel AS Monaco als FC Porto maakten na de finale de overstap naar andere Europese topclubs. Ludovic Giuly en Deco verhuisden in 2004 naar FC Barcelona en wonnen twee jaar later samen de Champions League. Patrice Evra verhuisde in het seizoen 2005/06 naar Manchester United, met wie hij in 2008 de Champions League veroverde. Ricardo Carvalho, Paulo Ferreira en hun trainer José Mourinho verkasten naar Chelsea, waar ze meteen twee keer op rij kampioen van Engeland werden. In 2008 bereikten Carvalho en Ferreira een tweede keer de finale van de Champions League, waarna ze bij Chelsea ook het gezelschap kregen van hun oud-ploeggenoot José Bosingwa. Mourinho groeide na de finale van 2004 uit tot een van de succesvolste coaches in Europa. In 2010 won hij met Internazionale voor de tweede keer in zijn carrière de Champions League.

### Wedstrijddetails
|                           |           |                                            |          | |
| 26 mei 2004 20:45 (UTC+2) | AS Monaco | 0 – 3                                      | FC Porto | Arena AufSchalke, Gelsenkirchen Toeschouwers: 53.053 Scheidsrechter: Kim Milton Nielsen (Denemarken) |
| 26 mei 2004 20:45 (UTC+2) |           | 39' Carlos Alberto 71' Deco 75' Alenitsjev |          | Arena AufSchalke, Gelsenkirchen Toeschouwers: 53.053 Scheidsrechter: Kim Milton Nielsen (Denemarken) |

| AS Monaco | FC Porto |

| AS Monaco:       |    |                     |     |
|                  |    |                     |     |
| GK               | 1  | Flavio Roma         |     |
| RB               | 4  | Hugo Ibarra         |     |
| CB               | 27 | Julien Rodríguez    |     |
| CB               | 32 | Gaël Givet          | 72' |
| LB               | 3  | Patrice Evra        |     |
| CM               | 14 | Édouard Cissé       | 64' |
| CM               | 7  | Lucas Bernardi      |     |
| CM               | 15 | Akis Zikos          |     |
| RW               | 8  | Ludovic Giuly       | 23' |
| CF               | 10 | Fernando Morientes  |     |
| LW               | 25 | Jérôme Rothen       |     |
| Wisselspelers:   |    |                     |     |
| GK               | 29 | Tony Sylva          |     |
| DF               | 19 | Sébastien Squillaci | 72' |
| MF               | 6  | Jaroslav Plašil     |     |
| MF               | 35 | Hassan El Fakiri    |     |
| FW               | 9  | Dado Pršo           | 23' |
| FW               | 18 | Shabani Nonda       | 64' |
| FW               | 24 | Emmanuel Adebayor   |     |
| Coach:           |    |                     |     |
| Didier Deschamps |    |                     |     |

| FC Porto:      |    |                    |         |
|                |    |                    |         |
| GK             | 99 | Vítor Baía         |         |
| RB             | 22 | Paulo Ferreira     |         |
| CB             | 2  | Jorge Costa        | 77'     |
| CB             | 4  | Ricardo Carvalho   |         |
| LB             | 8  | Nuno Valente       | 29'     |
| RM             | 23 | Pedro Mendes       |         |
| DM             | 6  | Costinha           |         |
| AM             | 10 | Deco               | 85'     |
| LM             | 18 | Maniche            |         |
| CF             | 11 | Derlei             | 78'     |
| CF             | 19 | Carlos Alberto     | 40' 60' |
| Wisselspelers: |    |                    |         |
| GK             | 13 | Nuno               |         |
| DF             | 5  | Ricardo Costa      |         |
| DF             | 17 | José Bosingwa      |         |
| MF             | 3  | Pedro Emanuel      | 85'     |
| MF             | 15 | Dmitri Alenitsjev  | 60'     |
| FW             | 9  | Edgaras Jankauskas |         |
| FW             | 77 | Benni McCarthy     | 78'     |
| Coach:         |    |                    |         |
| José Mourinho  |    |                    |         |